# Maxime Méderel
Maxime Méderel (født 19. september 1980) er en fransk tidligere professionel cykelrytter.